# Quận DeWitt, Texas
Quận DeWitt (tiếng Anh: DeWitt County) là một quận trong tiểu bang Texas, Hoa Kỳ. Quận lỵ đóng ở thành phố Cuero.
Theo Cục điều tra dân số Hoa Kỳ, quận có tổng diện tích 910 dặm vuông (2.358 km ²), trong đó, 909 dặm vuông (2.355 km ²) là đất và dặm 1 vuông (3 km ²) của nó (0,14%) là diện tích mặt nước.

## Thông tin nhân khẩu
Theo điều tra dân số 2 năm 2000, đã có 20.013 người, 7.207 hộ, và 5.131 gia đình sống trong quận. Mật độ dân số là 22 người cho mỗi dặm vuông (8/km ²). Có 8.756 đơn vị nhà ở với mật độ trung bình là 10 cho mỗi dặm vuông (4/km ²). Cơ cấu dân tộc của dân cư quận gồm 76,42% người da trắng, 11,04% da đen hay Mỹ gốc Phi, 0,54% người Mỹ bản xứ, 0,21% người châu Á, 0,02% người đảo Thái Bình Dương, 10,01% từ các chủng tộc khác, và 1,75% từ hai hoặc nhiều chủng tộc. 27,24% dân số là người Hispanic hay Latino thuộc chủng tộc nào. 28,0% là người Mỹ gốc Đức và 6,1% theo điều tra dân số năm 2000. 77,2% nói tiếng Anh, 20,5% người Tây Ban Nha và 1,6% người Đức là ngôn ngữ đầu tiên của họ.
Có 7.207 hộ, trong đó 31,00% có trẻ em dưới 18 tuổi sống chung với họ, 55,10% là các cặp vợ chồng sống với nhau, 11,80% có chủ hộ là nữ không có mặt chồng, và 28,80% là không lập gia đình. 26,40% của tất cả các hộ gia đình đã được tạo thành từ các cá nhân và 15,00% có người sống một mình 65 tuổi trở lên đã được người. Bình quân mỗi hộ là 2,53 và cỡ gia đình trung bình là 3,04.
Trong quận, độ tuổi dân cư như sau 23,80% ở độ tuổi dưới 18, 7,00% 18-24, 27,10% 25-44, 23,30% 45-64, và 18,90% người 65 tuổi trở lên. Tuổi trung bình là 40 năm. Cứ mỗi 100 nữ có 105,50 nam giới. Cứ mỗi 100 nữ 18 tuổi trở lên, đã có 105,20 nam giới.
Thu nhập trung bình cho một hộ gia đình trong quận đã được $ 28.714, và thu nhập trung bình cho một gia đình là $ 33,513. Nam giới có thu nhập trung bình $ 27.134 so với 18.370 $ cho phái nữ. Thu nhập trên đầu cho các quận được $ 14,780. Thông tin về 15,30% gia đình và 19,60% dân số sống dưới mức nghèo khổ, bao gồm 25,50% những người dưới 18 tuổi và 16,50% các độ tuổi từ 65 trở lên.